# PGC 677373
LEDA/PGC 677373 ist eine irreguläre Zwerggalaxie vom Hubble-Typ im Sternbild Zentaur am Südsternhimmel. Sie ist schätzungsweise 20 Millionen Lichtjahre von der Milchstraße entfernt. Die nahe gelegene riesige Spiralgalaxie, Messier 83, scheint der Zwerggalaxie Gas zu stehlen und die Entstehung neuer Sterne zu verhindern.